# Jacobuskirche (Fischbach)
Die Jacobuskirche ist eine evangelisch-lutherische Gemeindekirche in Fischbach. Sie gehört zur Superintendentur Waltershausen-Ohrdruf  und befindet sich in der Ortsmitte von Fischbach.

## Baugeschichte

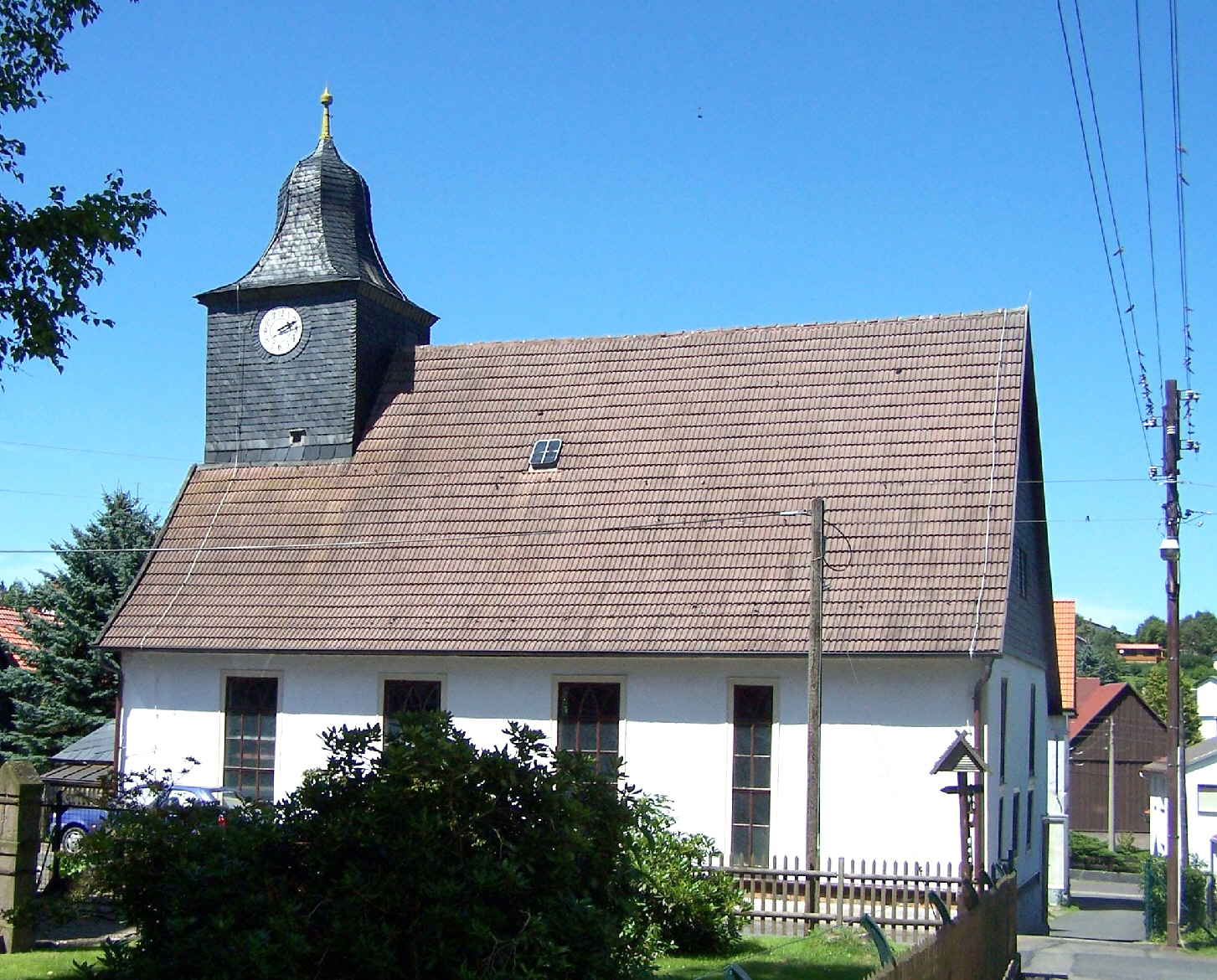
Gesamtansicht

Die schlichte Dorfkirche entstand in mehreren Ausbaustufen von 1652 bis 1672 (Einweihung am 4. August 1672) mit finanzieller Unterstützung der ortsansässigen Wangenheimer Patronatsfamilie und verfügt über einen verschieferten Dachreiter auf der Westseite. Sehenswert sind einige Grabsteine der Stifterfamilie, so z. B. der des 1705 verstorbenen Hans Bernhard von Wangenheim, Sohn des Oberforstmeisters Hans Ludwig von Wangenheim. Es handelt sich um eine Saalkirche mit hölzernem Tonnengewölbe. 
Im Inneren ist eine Doppelempore und eine wertvolle Orgel aus dem 19. Jahrhundert vorhanden. Diese stammt aus der Werkstatt von Johann Valentin Knauf aus dem Nachbarort Großtabarz. Im 19. Jahrhundert setzte ein Blitzschlag den Dachreiter in Brand, er musste ersetzt werden. Nach 1990 entdeckte man einen massiven Schwammbefall im Gebälk, der eine kostspielige Sanierung notwendig machte.